# 원산시
원산시(元山市)는 조선민주주의인민공화국 강원도 동해안 영흥만에 있는 시이자 강원도 인민위원회의 소재지이다. 본래 함경남도에 속했으나, 1946년 9월부로 강원도로 편입되었다.
일본과의 강화도 조약으로 1880년에 원산항이 개항하게 됨에 따라 도시화가 진행되었으며, 1883년 한반도 최초의 근대 교육기관인 원산학사가 설립되었다. 이후 원산항을 중심으로 한 항구 도시로 발전하였고, 일제강점기인 1914년에는 경원선이 개통되어 교통·운수 기능이 더욱 강화되었다.
1945년 해방 당시 원산은 무역도시로서 이름이 높았으며, 현재는 군항(軍港)의 기능을 겸하고 있다. 원산항은 국제무역항으로서 1만 톤급 선박 3척이 동시에 접안 가능하고, 1일 하역능력은 2만 톤에 달한다. 일본 니가타시를 오가는 만경봉호도 원산항에서 출항하였다.
현재의 원산시는 1945년 광복 당시의 원산시를 중심으로 문천군 덕원면과 안변군 서곡면 북부를 합친 지역이다.

## 지리
원산은 동해에 접해 있는 항구 도시로, 원산항이 위치해 있다. 직선 거리로 서울에서 북동쪽으로 180 km(경원선 223 km), 평양에서 동쪽으로 150 km(도로 190 km), 속초시에서 북서쪽으로 145 km(동해북부선 190 km) 떨어져 있다.
원산항은 영흥만 바깥에 있는 갈마반도(葛麻半島) 및 호도반도(虎島半島)와 신도(薪島), 대도(大島), 여도(麗島) 등 20여 개의 섬이 자연적인 방파제를 이루어 동해의 거친 파도를 막아 주는 천연의 양항(良港)이다.
원산 근처에는 송도원 해수욕장(松濤園 海水浴場)과 명사십리(鳴沙十里)가 있어서 광복 전에는 휴양 명소로도 유명했다.

## 역사
| Daedongyeojido (Gyujanggak) 09-01.jpg |  |
|                                       |  |

조선시대에는 원산진(元山津)이라고 하는 어촌(漁村)에 불과했는데, 1876년에 조선이 일본과 강화도 조약을 맺으면서 1880년에 개항장으로 지정되었다.

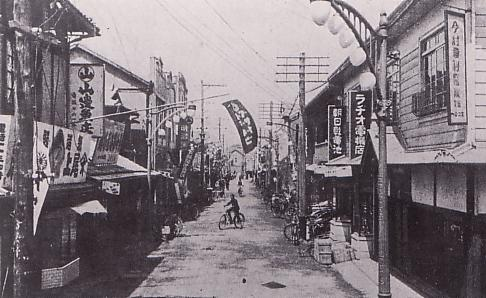
일제시대 원산부 중정(元山府 仲町)

원산부 휘장

1913년 조선총독부는 원산을 부(府)로 지정했으며, 1914년 8월 16일 경성(京城: 서울)과의 사이에 경원선(京元線)이 완전 개통되었다.
1914년 원산부의 영역을 개항장 일대로 축소시키고, 원산부의 교외 지역 및 안변군의 영풍면을 통합하여 덕원군을 신설하였다. 1942년 덕원군 적전면, 현면을 원산부에 편입하고, 덕원군의 잔여 지역(부내면, 북성면, 풍하면, 풍상면)을 문천군에 편입하여 덕원군은 폐지되었다.
1945년 광복 당시 원산부는 함경남도에 속해 있었는데, 1946년 9월 5일 안변군, 문천군과 함께 강원도에 편입시키고 철원읍에 있던 강원도의 도 인민위원회를 원산시로 이전하였다.

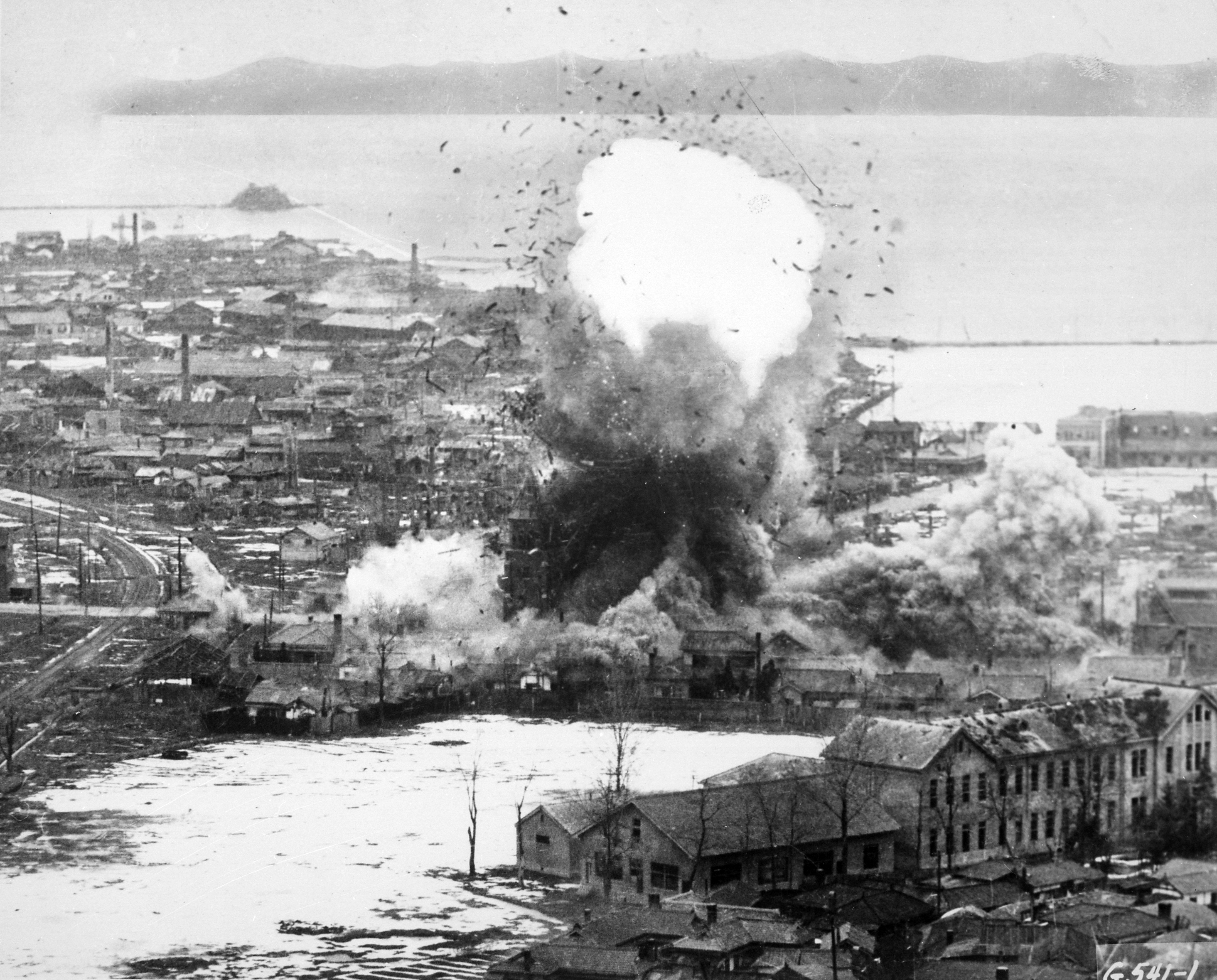
1951년경, 미군 B26 폭격기의 공격을 받는 원산항

한국 전쟁 중 미군과 대한민국 국군이 원산 상륙 작전을 펼쳐 1950년 10월 10일 원산을 점령하였다. 그러나, 중공군의 한국전쟁 개입으로 2개월만인 12월 9일 원산에서 철수하였다.
2011년 이후, 김정은의 제 2의 고향이라고 선전되며 재개발 사업이 이루어지고 있다.

## 경제
수산물가공, 조선, 화학공업, 방적공장 등이 있다.

## 문화

### 교육
광복 당시 원산의 중등 교육기관으로는 일본인 전용의 원산중학교, 원산고등여학교가 있었다. 그 외에는 원산여자사범학교, 원산상업학교, 그리고 기독교 계통의 루씨여학교 등이 있었다.
2010년 현재 원산시의 대표적인 대학교는 다음과 같다.
- 원산경제대학
- 원산수산대학
- 원산농업대학
- 리수덕원산교덕대학
- 금강대학
- 조군실원산공업대학

### 관광
최근에는 금강산을 관광특구로 지정해 관광과 숙박이 발달하였다. 또 금강산으로 통하는 원산금강산고속도로가 새로 개통되어 강원도의 교통 요지가 되고 있다. 송도원해수욕장(松濤園海水浴場)과 명사십리(鳴沙十里)가 있어, 광복 전에는 전국적인 휴양 명소로 유명했다.
대표적인 교육문화기관으로는 송도원호텔, 금강산문화회관, 송도원아동휴양소, 원산시군중문화회관이 있다.

## 교통

### 철도
- 강원선 : 원산역, 갈마역, 세길역
- 송도원선 : 송도원역, 엘리트전용역

### 고속도로
- 평양원산관광도로
- 원산금강산고속도로

### 선박
- 만경봉호가 니가타 - 원산 간으로 통하지만 부정기적으로 운항하였지만, 2000년대 후반기부터 운항을 중지하였다.

### 항공
갈마반도에 원산공항이 있다.

## 기후
원산시의 기후는 냉대 동계 소우 기후이며, 쾨펜의 기후 구분상 Dwa에 속하고 있지만 냉대 해양성 기후 대역을 고려, Dwb에 근접한다. 다만 강수량이 많은 달은 매년 7월로, 우기는 5월부터 10월까지 주로 집중되어 있는 것으로 보인다.
| 원산시의 기후                                 | 원산시의 기후 | 원산시의 기후 | 원산시의 기후 | 원산시의 기후 | 원산시의 기후 | 원산시의 기후 | 원산시의 기후 | 원산시의 기후 | 원산시의 기후 | 원산시의 기후 | 원산시의 기후 | 원산시의 기후 | 원산시의 기후 |
| 월                                            | 1월           | 2월           | 3월           | 4월           | 5월           | 6월           | 7월           | 8월           | 9월           | 10월          | 11월          | 12월          | 연간          |
| --------------------------------------------- | ------------- | ------------- | ------------- | ------------- | ------------- | ------------- | ------------- | ------------- | ------------- | ------------- | ------------- | ------------- | ------------- |
| 일평균 최고 기온 °C (°F)                      | 2.6 (36.7)    | 4.7 (40.5)    | 9.8 (49.6)    | 16.7 (62.1)   | 21.5 (70.7)   | 24.3 (75.7)   | 27.0 (80.6)   | 27.3 (81.1)   | 23.6 (74.5)   | 18.7 (65.7)   | 11.5 (52.7)   | 4.7 (40.5)    | 16.0 (60.8)   |
| 일일 평균 기온 °C (°F)                        | −1.7 (28.9)   | 0.4 (32.7)    | 5.3 (41.5)    | 11.5 (52.7)   | 16.5 (61.7)   | 20.1 (68.2)   | 23.4 (74.1)   | 23.8 (74.8)   | 19.6 (67.3)   | 14.0 (57.2)   | 7.2 (45.0)    | 0.6 (33.1)    | 11.7 (53.1)   |
| 일평균 최저 기온 °C (°F)                      | −5.7 (21.7)   | −3.8 (25.2)   | 1.0 (33.8)    | 6.7 (44.1)    | 11.9 (53.4)   | 16.6 (61.9)   | 20.5 (68.9)   | 21.0 (69.8)   | 15.9 (60.6)   | 9.6 (49.3)    | 3.0 (37.4)    | −3.2 (26.2)   | 7.8 (46.0)    |
| 평균 강수량 mm (인치)                         | 21.9 (0.86)   | 26.9 (1.06)   | 34.6 (1.36)   | 58.1 (2.29)   | 96.1 (3.78)   | 128.9 (5.07)  | 319.1 (12.56) | 279.3 (11.00) | 201.8 (7.94)  | 76.9 (3.03)   | 71.6 (2.82)   | 34.8 (1.37)   | 1,350 (53.15) |
| 평균 강수일수 (≥ 0.1 mm)                      | 4.0           | 4.0           | 5.1           | 6.3           | 7.7           | 10.1          | 13.9          | 13.2          | 8.1           | 6.0           | 6.1           | 3.7           | 88.2          |
| 평균 강설일수                                 | 5.1           | 4.2           | 3.7           | 0.6           | 0.1           | 0.0           | 0.0           | 0.0           | 0.0           | 0.0           | 0.9           | 3.3           | 17.9          |
| 평균 상대 습도 (%)                            | 52.7          | 54.5          | 56.5          | 57.2          | 67.0          | 78.2          | 82.9          | 83.7          | 77.9          | 66.0          | 58.3          | 54.2          | 65.8          |
| 출처: 대한민국 기상청 (평년값: 1991년~2020년) |               |               |               |               |               |               |               |               |               |               |               |               |               |

## 행정 구역
45동 14리로 구성되어 있다.
- 관풍동 (館豊洞)
- 탑동 (塔洞)
- 신풍동 (新豊洞)
- 률동 (栗洞)
- 명사십리동 (明砂十里洞)
- 와우동 (臥牛洞)
- 덕성동 (德成洞)
- 평화동 (平和洞)
- 포하동 (浦下洞)
- 해방1동 (解放1洞)
- 해방2동 (解放2洞)
- 양지동 (陽地洞)
- 송흥동 (松興洞)
- 봉춘동 (鳳春洞)
- 개선동 (凱旋洞)
- 승리동 (勝利洞)
- 봉수동 (鳳水洞)
- 석우동 (石隅洞)
- 원석동 (原石洞)
- 명석동 (銘石洞)
- 상동 (上洞)
- 광석동 (廣石洞)
- 전진동 (前進洞)
- 중청동 (中淸洞)
- 삼봉동 (三峰洞)
- 원남동 (元南洞)
- 원남1동 (解放1洞)
- 원남2동 (解放2洞)
- 신흥동 (新興洞)
- 해안동 (海岸洞)
- 남산동 (南山洞)
- 장촌동 (場村洞)
- 룡하동 (龍下洞)
- 갈마동 (葛痲洞)
- 내원산동 (內元山洞)
- 방하산동 (訪霞山洞)
- 장산동 (長山洞)
- 복막동 (福幕洞)
- 신성동 (新成洞)
- 려도동 (麗島洞)
- 적천동 (赤川洞)
- 송천동 (松川洞)
- 세길동 (-洞)
- 동명산동 (東明山洞)
- 장덕동 (長德洞)
- 석현동 (石峴洞)
- 룡천리 (龍川里)
- 현동리 (現洞里)
- 춘산리 (春山里)
- 락수리 (洛水里)
- 삼태리 (三台里)
- 장림리 (長林里)
- 중평리 (仲坪里)
- 영삼리 (永三里)
- 신성리 (新城里)
- 죽산리 (竹山里)
- 남천리 (南川里)
- 수상리 (水上里)
- 상자리 (上慈里)
- 칠봉리 (七峰里)

## 자매결연 도시
- 블라디보스토크( 러시아 프리모르스키 지방)[7]
- 사카이미나토시( 일본 돗토리현, 1992년에 맺었지만, 2006년 10월 13일 파기됨)

## 참고 문헌
- Dormels, Rainer. North Korea's Cities: Industrial facilities, internal structures and typification. Jimoondang, 2014. ISBN 978-89-6297-167-5

## 같이 보기
- 원산시 (대한민국)